# Souimanga à queue violette
Anthreptes aurantius
Espèce
Synonymes
- Anthreptes aurantium

Statut de conservation UICN

 LC  : Préoccupation mineure
Le Souimanga à queue violette (Anthreptes aurantius) est une espèce de passereaux appartenant à la famille des Nectariniidae.

## Répartition
Son aire s'étend à travers l'ouest de l'Afrique centrale et le nord de la République démocratique du Congo (avec deux populations isolées à plus basse latitude).